# 小行星1524
小行星1524（1524 Joensuu）是一颗围绕太阳公转的小行星。1939年9月18日，爾約·維薩拉在图尔库发现了此天体。
該小行星以芬蘭的城市約恩蘇命名。
这颗小行星的绝对星等为3.329172730828549等。